# Alexandre Müller
Alexandre Müller (født 1. februar 1997 i Poissy, Frankrig) er en professionel tennisspiller fra Frankrig.